# Delia setitarsata
Delia setitarsata este o specie de muște din genul Delia, familia Anthomyiidae. A fost descrisă pentru prima dată de Huckett în anul 1924. Conform Catalogue of Life specia Delia setitarsata nu are subspecii cunoscute.